# Torre de Capicorb
La Torre de Capicorb és una torre de guaita del llogaret de Capicorb, en el terme municipal d'Alcalà de Xivert (Baix Maestrat, País Valencià).
Va pertànyer al sistema defensiu del castell de Xivert, com la Torre Ebrí o la Badum entre el nodrit grup de torres que formaven el que s'ha donat anomenat xarxa d'alerta i vigia del castell. Existeixen notícies que el comandador de l'Orde de Montesa fra Lluis Despuig la va manar construir el 28 d'abril de 1427 en la desembocadura del riu Sant Miquel i al costat del litoral, per escriptura davant Miquel Villaforta.
La seva planta és quadrangular i la seva alçada és de 13 metres. El seu aspecte robust ve reforçat per la fàbrica de carreus en els quatre angles que conformen les parets de tancament amb un gruix de 2 metres cadascuna. Consta d'una planta baixa en la qual s'obre la porta original, amb arc de pedra en forma de mig punt; una planta mitjana, amb finestra sobre la vertical de la porta anterior, i una planta superior o coberta en la qual es conserven encara les mènsules de l'antiga corsera que tenia la torre. També posseïx uns dispositius per a ús de "ballesteria de tro". Una escala interior de caragol situada en l'angle nord-est de l'edifici, permet l'accés des de la planta baixa a la mitjana i al terrat.